# سبايدر-مان: يوم جديد تماما
سبايدر-مان: يوم جديد تمامًا (بالإنجليزية: Spider-Man: Brand New Day) هو فيلم بطل خارق أمريكي قادم مبني على شخصية سبايدر-مان من قصص مارفل المصورة، من إنتاج مشترك بين كولومبيا بيكتشرز واستوديوهات مارفل، وتوزيع سوني بيكتشرز ريليسنغ. من المقرر أن يكون الفيلم الثامن والثلاثين في عالم مارفل السينمائي (MCU)، والرابع ضمن سلسلة أفلام سبايدر-مان في هذا العالم بعد سبايدر-مان: لا عودة إلى الديار (2021). الفيلم من إخراج ديستين دانيال كريتون، عن سيناريو من تأليف كريس ماكينا وإريك سومرز، وبطولة توم هولاند في دور بيتر باركر / سبايدر-مان، إلى جانب زندايا، جيكوب باتالون، تشارلي كوكس، سيدي سينك، ليزا كولون-زايس، وجون بيرنثال.
بدأت سوني تطوير فيلم رابع لسبايدر-مان في عالم مارفل السينمائي بحلول أغسطس 2019 بالتوازي مع فيلم لا عودة للديار. صرحت المنتجة آيمي باسكال في نوفمبر 2021 بأنه كان من المقرر أن يكون أول فيلم في ثلاثية جديدة من أفلام سبايدر-مان من بطولة هولاند، وبُدأ العمل على القصة في ديسمبر من العام ذاته. عاد كل من ماكينا وسومرز لكتابة السيناريو من الأفلام السابقة بحلول فبراير 2023، وتولى كريتون الإخراج في أكتوبر 2024، وأُعلن عن عنوان الفيلم في مارس 2025. من المقرر أن يبدأ التصوير في أغسطس 2025 في استوديوهات باينوود بإنجلترا، مع تصوير خارجي في غلاسكو، إسكتلندا.
من المقرر عرض سبايدر-مان: يوم جديد تمامًا في الولايات المتحدة بتاريخ 31 يوليو 2026، كجزء من المرحلة السادسة من عالم مارفل السينمائي.

## طاقم التمثيل
- توم هولاند في دور بيتر باركر / سبايدر-مان: عضو سابق في المنتقمين حصل على قدرات تشبه قدرات العنكبوت بعد أن لُدغ من عنكبوت مشع.[4] بعد تعويذة الدكتور ستيفن سترينج في نهاية فيلم سبايدر-مان: لا عودة إلى الديار (2021)، نسي العالم أن بيتر باركر هو سبايدر-مان، وهو الآن يركّز على حماية مدينة نيويورك من الجريمة على مستوى الشوارع.[5]
- زندايا في دور ميشيل "إم جي" جونز-واتسون: زميلة بيتر باركر السابقة في الصف وحبيبته السابقة.[6]
- جيكوب باتالون في دور نيد ليدز: صديق بيتر باركر المقرب سابقًا.[6]
- سايدي سينك[7]
- ليزا كولون-زايس[8]
- جون بيرنثال في دور فرانك كاسل / المعاقِب: حارس مقنّع يسعى لمكافحة عالم الجريمة باستخدام جميع الوسائل الممكنة، مهما كانت قاتلة.[6] صرّح المنتج كيفن فيج بأن الشخصية سيكون لها "نغمة مختلفة" في هذا الفيلم مقارنة بظهوراتها السابقة في عالم مارفل السينمائي، والتي كانت تميل أكثر إلى العنف مما تسمح به تصنيفات هذا الفيلم.[9]
- مارك رافالو في دور بروس بانر / هالك: أحد المنتقمين المؤسسين وعالم عبقري يتحول إلى وحش عند الغضب أو الاستثارة بسبب تعرضه لإشعاع غاما.[10]
- مايكل ماندو في دور ماك غارغان / العقرب: مجرم قُبض عليه من قبل سبايدر-مان وسُجن في فيلم سبايدر-مان: العودة للوطن (2017).[10]

من المتوقع أيضًا أن يعيد تشارلي كوكس تجسيد دوره في عالم مارفل السينمائي بشخصية مات موردوك / ديرديفل وهو محامٍ كفيف يتمتع بحواس خارقة من حي هيلز كيتشن في نيويورك، يعيش حياة مزدوجة كحارس مقنع، وكان محامي باركر خلال أحداث فيلم لا عودة إلى الديار.

## الانتاج

### تطوير

#### الاهتمام وتأخُّر الكتابة
ذكرت التقارير في أغسطس 2019 أن شركة سوني بيكتشرز كانت تطوّر فيلماً رابعًا ضمن عالم مارفل السينمائي (MCU) لشخصية "سبايدر-مان"، بالتوازي مع الفيلم الثالث سبايدر-مان: لا عودة إلى الديار (2021)، وذلك بعد أن شاركت في إنتاج "سبايدر-مان: العودة للوطن" (2017) و"سبايدر-مان: بعيدًا عن الوطن" (2019) بالتعاون مع "استوديوهات مارفل" ورئيسها كيفن فايغي. في وقت لاحق من ذلك الشهر، أعلنت سوني أنها ستنتج "لا عودة إلى الديار" دون مشاركة "استوديوهات مارفل" وفايغي، بعد فشل المفاوضات بشأن تحديث اتفاقية الإنتاج بين الشركتين. بعد ردّة فعل سلبية من الجماهير، عادت سوني وشركة ديزني الأم لمارفل إلى طاولة المفاوضات، وأعلنتا عن اتفاق جديد في نهاية سبتمبر، يسمح لـاستوديوهات مارفل وفايغي بإنتاج "لا عودة إلى الديار" لصالح سوني إلى جانب المنتجة آيمي باسكال. في فبراير 2021، صرّح النجم توم هولاند أن "لا عودة إلى الديار" كان آخر فيلم ضمن عقده مع سوني ومارفل، لكنه أعرب عن أمله في الاستمرار بتجسيد دور بيتر باركر / سبايدر-مان في المستقبل. أما زندايا، التي تجسّد شخصية ميشيل "إم جي" جونز-واتسون في عالم مارفل السينمائي، فقالت في يوليو إنها لا تعلم ما إذا كان سيتم إنتاج فيلم آخر لشخصية سبايدر-مان ضمن هذا العالم. في أكتوبر من العام نفسه، قال هولاند إن "لا عودة إلى الديار" يُعامل وكأنه نهاية لسلسلة بدأت مع "العودة إلى الوطن". وأضاف أن أي أفلام لاحقة لشخصية سبايدر-مان ضمن هذا العالم ستكون مختلفة عن الثلاثية الأولى وستتخذ منحى نغميًا مختلفًا.
في نوفمبر 2021، قال هولاند إنه غير متأكد من رغبته في مواصلة أداء شخصية سبايدر-مان، وأعرب عن شعوره بأنه سيكون قد ارتكب خطأ ما إذا استمر بتجسيد الدور في الثلاثينيات من عمره. كما أبدى اهتمامه بفيلم يركّز على نسخة "مايلز موراليس" من سبايدر-مان بدلاً من بيتر باركر. مع ذلك، أعربت المنتجة آيمي باسكال عن أملها في مواصلة العمل مع هولاند على أفلام سبايدر-مان مستقبلًا، وأكدت أن العمل على أول فيلم في ثلاثية جديدة كان على وشك أن يبدأ. ذكرت صحيفة هوليوود ريبورتر أن سوني لم تكن تملك بعد خططًا رسمية لأفلام إضافية لشخصية سبايدر-مان ضمن عالم مارفل السينمائي، لكنها تأمل في استمرار التعاون مع استوديوهات مارفل. أما هولاند، فقال إنه لا يعلم شيئًا عن الخطط المستقبلية، لكنه أشار إلى وجود "أمور مثيرة جدًا" قيد النقاش، وأعرب عن شعوره بأن مستقبل السلسلة سيكون مشرقًا. في الشهر التالي، أضاف أنه قد حقق ما يطمح إليه مع هذه الشخصية، وأنه مستعد لتوديعها إن لم يُشارك في فيلم جديد، لكنه سيشعر بالحزن عند مغادرته السلسلة. من جهتها، عبّرت باسكال عن أملها في أن يستمر التعاون بين سوني وديزني إلى الأبد، بينما أكّد فايغي أن الاتفاق لن ينهار مرة أخرى كما حدث أثناء تطوير "لا عودة إلى الديار". وأضاف أن بيتر باركر بشخصية هولاند سيعود مجددًا في فيلم قادم من عالم مارفل السينمائي، كما أكّد أنه بدأ مناقشة قصة الفيلم القادم مع باسكال وسوني وديزني، وأنه سيكمل قرار باركر "المصيري" في نهاية "لا عودة إلى الديار" بجعل الجميع ينسون هويته.
بحلول أبريل 2022، وعندما انسحب المخرج جون واتس من إخراج فيلم ذا فانتستك 4: الرحلة الأولى (2025) من إنتاج استوديوهات مارفل، كانت سوني تتوقع عودة واتس لإخراج فيلم سبايدر-مان التالي. في الشهر التالي، أكّد رئيس مجلس إدارة سوني بيكتشرز والرئيس التنفيذي لها، توم روثمان، أنه يأمل في عودة الفريق بأكمله من الأفلام السابقة، بما في ذلك واتس، وهولاند، وزندايا. أما فايغي، فقال في فبراير 2023 إنهم يملكون قصة تحتوي على "أفكار ضخمة"، وأن الكتّاب قد بدأوا العمل عليها، لكن هذا العمل توقّف في مايو بسبب إضراب نقابة كتّاب أمريكا لعام 2023. قالت باسكال إن العمل سيُستأنف بعد نهاية الإضراب. أضاف هولاند أنه كان قد شارك في اجتماعات بشأن الفيلم، لكنها توقّفت بدورها بسبب الإضراب. أوضح أنه سعيد بالطرح الإبداعي الذي أُقترح كدافع لإنتاج فيلم رابع، لكنه متردّد بسبب "الوصمة" المرتبطة بالأفلام الرابعة في السلاسل، وشعر أنهم قد "سجّلوا ضربة موفقة" مع السلسلة الأولى، وهناك جزء منه يرغب في الخروج برأس مرفوعة وتمرير الشعلة إلى ممثل آخر.

#### استئناف العمل النشط
انتهت إضرابات كُتّاب السيناريو في أواخر سبتمبر 2023، وأكّد توم هولاند في نوفمبر أنّ المناقشات حول الفيلم قد استُؤنفت. صرّح أنّه لن يعود لتقديم الجزء الرابع إلّا إذا "أنصف الفيلم الشخصية". في أوائل عام 2024، أفاد الصحفي جيف سنايدر أنّ "استوديوهات مارفل" كانت تدرس ترشيح كل من درو غودارد وجاستن لين لإخراج الفيلم؛ وأنّ كريس ماكينا وإيريك سومرز قد عادا لكتابة السيناريو بعد مشاركتهما في الأفلام الثلاثة السابقة من سلسلة "سبايدر-مان"؛ وأن هولاند وزيندايا كان من المتوقع عودتهما؛ وأنّ التصوير كان من المزمع أن يبدأ في سبتمبر أو أكتوبر من ذلك العام، مما أدى إلى تأجيل تصوير الموسم الثالث من مسلسل النشوة (2026) لإتاحة الوقت لجدول زيندايا. في مارس، أفادت مجلة فارايتي أن السيناريو لا يزال قيد التطوير، ولم يُعيَّن مخرج بعد، ولم يُحدَّد موعد التصوير. في الشهر التالي، أوضح هولاند أنهم يمنحون الكتّاب الوقت اللازم لصياغة السيناريو بعد الإضراب، مضيفًا أنّه "يرغب دائمًا في المشاركة بأفلام سبايدر-مان" وأنّه يدين بمسيرته المهنية لهذه السلسلة، لكنه شدد مرة أخرى على رغبته في التأكد من أنّ الفيلم التالي سيُنفذ بالشكل الصحيح حفاظًا على إرث الثلاثية السابقة. ذكر أنّه استطاع هذه المرة المساهمة في بناء قصة الجزء الرابع منذ مرحلة مبكرة، على خلاف مشاركته المحدودة في تطوير الأفلام السابقة. قال كيفن فايغي في يوليو أن مسودة من السيناريو ستُقدَّم "في وقت قريب نسبيًا"، وأُفيد أنّ واتس قد لا يكون متاحًا للإخراج نظرًا لالتزاماته بمشاريع أخرى. قرّر واتس في نهاية المطاف عدم العودة لإخراج الفيلم.

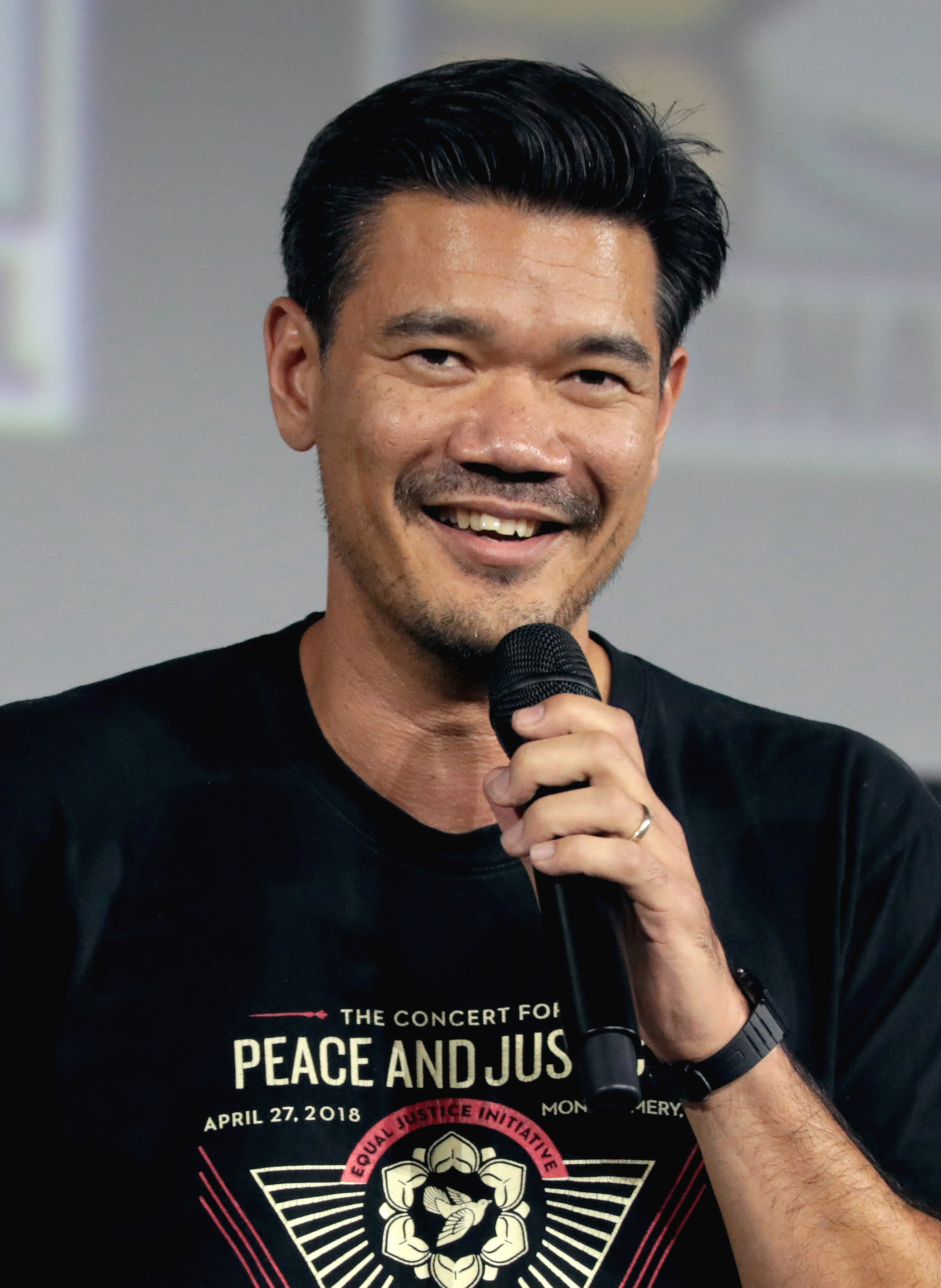
عُقد مع ديستن دانيال كريتون لإخراج الفيلم بعد عمله على عدة مشاريع أخرى لصالح استوديوهات مارفل.

بعد مزيد من العمل على السيناريو، بدأت الاستوديوهات بعقد لقاءات مع مخرجين محتملين. كان ديستن دانيال كريتون هو الخيار الأبرز بحلول سبتمبر 2024، إذ دخل في محادثات أولية لتولي الإخراج. كان كريتون قد أخرج سابقًا فيلم شانغ-تشي وأسطورة الحلقات العشر (2021) لصالح استوديوهات مارفل، وقد وقّع معهم عقدًا شاملًا في ديسمبر 2021 تضمّن إخراج جزء ثانٍ لذلك الفيلم وتطوير مسلسل الرجل المعجزة (2025) لصالح منصة "ديزني+". كما عٌقد معه لإخراج فيلم التقاطع في عالم مارفل المنتقمون: سلالة كانغ في يوليو 2022، غير أنّه انسحب من المشروع في نوفمبر 2023 بسبب تأجيلات في الجدول الزمني. تمت لاحقًا إعادة هيكلة ذلك الفيلم ليُصبح بعنوان المنتقمون: يوم القيامة (2026). وفقًا لتقارير سبتمبر 2024، فقد بات فيلم سبايدر-مان 4 أولوية قصوى لدى "استوديوهات مارفل" على حساب الجزء الثاني من شانغ-تشي. في الشهر ذاته، تأكّد رسميًا أنّ كريس ماكينا وإيريك سومرز يتوليان كتابة السيناريو، بينما أفادت التقارير أنّ هولاند وزيندايا في مفاوضات للعودة، وكان من المقرر أن يبدأ التصوير في أوائل عام 2025. ذكر سنايدر أن تاريخ الإصدار المخطط له هو عام 2026، وأثار تساؤلات حول حجم دور زيندايا مقارنةً بالأفلام السابقة نظرًا لانشغالها في عام 2025 بتصوير الموسم الثالث من مسلسل النشوة وفيلم الكثيب: الجزء الثالث (2026). في أكتوبر، قال هولاند إنه شعر بالحماس بعد قراءته لمسودة السيناريو إلى جانب زيندايا، رغم اعترافه بأن النص لا يزال بحاجة إلى تطوير. أشار إلى أنّ أحد التحديات يتمثّل في ملاءمة الفيلم لخطة عالم مارفل السينمائي، واصفًا الجدول الزمني المطلوب لذلك بأنه "مهمة صعبة ولكنها قابلة للتحقيق بفضل الفريق الرائع الذي يعمل عليه حاليًا". أكّد أنّ التصوير سيبدأ في منتصف عام 2025، مع تنسيق جدوله الزمني لتفادي التعارض مع تصوير يوم القيامة وفيلم الأوديسة (2026). أمّا زيندايا، فلم تعد بحاجة إلى التنسيق مع جدول تصوير الكثيب: الجزء الثالث، بعد أن تأجل تصويره إلى مطلع عام 2026. بعد تصريحات هولاند بوقت وجيز، أُكّد تعاقده هو وكريتون رسميًا على المشاركة في سبايدر-مان 4. وحُدّد موعد إصدار الفيلم في 24 يوليو 2026.
بحلول نوفمبر 2024، عادت الشكوك حول مشاركة زيندايا في الفيلم بعدما انضمّت إلى هولاند في بطولة فيلم الأوديسة. ذكر سنايدر أنّ التصوير لن يبدأ على الأرجح قبل أواخر عام 2025 أو مطلع عام 2026، وأنّ موعد الإصدار قد يُؤجل إلى عام 2027 نتيجة لذلك، جزئيًا لأن "سوني" لا تنوي إصدار الفيلم في نفس العام الذي يصدر فيه فيلم الرسوم المتحركة الرجل العنكبوت: ما وراء عالم العنكبوت، والذي كان من المتوقع إصداره في 2026 آنذاك؛ تقرّر لاحقًا إصدار ذلك الفيلم في عام 2027. في ديسمبر، أفاد سنايدر بأنّ دور زيندايا قد "تقلّص بشكل كبير" بسبب جدول أعمالها، ومن المقرر أن يُصوّر الفيلم بين يونيو وأكتوبر 2025، ما بين تصوير الموسم الثالث من النشوة والكثيب: الجزء الثالث. كما ذكر أنّ تشارلي كوكس سيعود لتجسيد شخصية مات موردوك / ديرديفل من فيلم لا عودة إلى الديار وأعمال أخرى من عالم مارفل السينمائي؛ وأنّ كائنات السيمبيوت الفضائية ستكون جزءًا من السيناريو؛ وأنّ مجموعة جديدة من زملاء بيتر باركر في المدرسة ستُقدَّم؛ وأنّ ساشا بارون كوهين من المتوقع أن يظهر بشخصية "ميفيستو"، مكررًا دوره من الحلقة الأخيرة من مسلسل آيرون هارت (2025) على "ديزني+".

### ما قبل الانتاج
في فبراير 2025، جرى التأكيد على أن التصوير سيبدأ في منتصف عام 2025 في لندن، وأُجّل تاريخ الإصدار أسبوعًا واحدًا ليصبح في 31 يوليو 2026، وذلك لإبعاده عن موعد إصدار فيلم الأوديسة في وقت سابق من نفس الشهر. أفادت مجلة فاريتي أن عودة زندايا للفيلم لا تزال غير مؤكدة، بينما ذكرت ديدلاين هوليوود أنها ستعود بالفعل لكن عقدها لم يكن قد أُبرم بشكل نهائي بعد. انضمت سايدي سينك إلى طاقم التمثيل في مارس بدور مهم، بعد انتشار شائعات حول احتمال تجسيدها لشخصية جين غراي من رجال-إكس في عالم مارفل السينمائي. في لوحة سوني خلال معرض "سينماكون" في نهاية ذلك الشهر، أعلن كل من هولاند والمخرج كريتون عن العنوان الرسمي للفيلم: "سبايدرمان: يوم جديد تمامًا"، والمستوحى من سلسلة القصص المصورة لعام 2008 التي تحمل نفس الاسم. وصف هولاند الفيلم بأنه "بداية جديدة" بعد نهاية فيلم "لا عودة إلى الديار". كان من المتوقع عودة زندايا وجاكوب باتالون، حيث سيعود الأخير لأداء دور "نيد ليدز" ضمن عالم مارفل السينمائي، بينما أشار الصحفي جيف سنايدر إلى أن أحداث الفيلم ستجري بالتزامن مع أحداث فيلم المنتقمون: يوم القيامة، وأنه لا يتوقع ظهور هولاند في ذلك الفيلم نتيجة لذلك. انضمت ليزا كولون-زايس إلى طاقم التمثيل في مايو.
أُكّدت عودة زندايا وباتالون في يونيو 2025، لكن مدى أهمية أدوارهما لم يكن واضحًا بعد. كما كُشف أن التصوير سيبدأ في أغسطس. بالإضافة إلى ذلك، كُشف عن عودة جون بيرنثال لأداء دور "فرانك كاسل / المُعاقِب" ضمن عالم مارفل السينمائي في الفيلم. قال الصحفي بوريس كيت من ذا هوليوود ريبورتر أن إضافة بيرنثال قد تشير إلى أن فيلم "يوم جديد تمامًا" سيكون ذا طابع أكثر واقعية بالنظر إلى شخصية المعاقب وخلفيته، وتساءل عن الكيفية التي ستُترجم بها طبيعته العنيفة ضمن فيلم عائلي الطابع مثل "سبايدرمان". أكّد كيفن فايغي دور بيرنثال بعد شهر من ذلك. وقال إن نهاية فيلم "لا عودة إلى الديار" كانت بمثابة وعد للجمهور بأنهم سيرون نسخة "حقيقية" من سبايدرمان يؤديها هولاند للمرة الأولى، حيث يكون بمفرده ويكافح الجريمة على مستوى الشارع في مدينة نيويورك، بدلًا من التعامل مع أحداث تُهدد العالم بأسره. بسبب ذلك، أرادت مارفل أن تشمل في الفيلم أبطالًا آخرين من مستوى الشارع لم يتفاعل معهم سبايدرمان من قبل، مثل المعاقب. أشار فايغي إلى أن شخصية المعاقب ظهرت لأول مرة ضمن قصص سبايدرمان المصورة، وتحديدًا في العدد 129 من السلسلة الأولى لـ"ذا أميزنغ سبايدرمان" (1974). وقال إن كريتون علّق على جدران قسم الفن ثمانية أو تسعة أغلفة لقصص مصورة كان يخطط لإعادة تجسيدها ضمن الفيلم، ويبدو أن من بينها غلاف العدد 129 من "ذا أميزنغ سبايدرمان".
بعد انتشار شائعات عن عودة مارك رافالو لتجسيد دوره في عالم مارفل السينمائي بشخصية بروس بانر / هالك في الفيلم، أُكّد انضمامه رسميًا مع بدء التصوير في أغسطس 2025. أوضح آرون كاوتش وبوريس كيت من هوليوود ريبورتر أن دور رافالو لم يُحسم بشكل نهائي إلا عند اكتمال نص الفيلم قبيل انطلاق التصوير. أشارا إلى أن أفلام سبايدرمان السابقة ضمن عالم مارفل السينمائي كانت تتضمن دائمًا ظهور نجم كبير من شخصيات مارفل: روبرت داوني جونيور بدور توني ستارك / آيرون مان في العودة للوطن، صامويل ل. جاكسون بدور نيك فيوري في بعيدًا عن الوطن، وبنديكت كامبرباتش بدور الدكتور ستيفن سترينج في لا عودة إلى الديار . اعتبرا أن هذا التقليد جزء من اتفاق خاص بين سوني واستوديوهات مارفل، يشبه سلسلة القصص المصورة "Marvel Team-Up" التي كان يتعاون فيها سبايدرمان مع أبطال آخرين في كل عدد. رأوا أن فيلم يوم جديد تمامًا "يرفع الرهان" من خلال إشراك كل من جون بيرنثال (المعروف بدور المُعاقِب) ورافالو. يُذكر أن رافالو ظهر سابقًا في مشهد صغير بفيلم شانغ-تشي من إخراج كريتون نفسه. بالإضافة إلى ذلك، كان من المقرر أن يعيد مايكل ماندو تجسيد شخصية ماك غارغان / سكوربيون من العودة للوطن، استمرارًا للتلميح الذي قُدِّم في مشهد ما بعد نهاية الفيلم.

### التصوير
من المقرر أن تبدأ التصويرات الرئيسية في 1 أغسطس 2025، في غلاسكو، اسكتلندا، تحت العنوان المؤقت "واحة زرقاء" (Blue Oasis)، مع عودة بريت باولاك كمدير تصوير بعد تعاونه في العديد من أفلام كريتون السابقة. كان من المتوقع أن يبدأ التصوير في أوائل عام 2025، لكن عُدّل ليتماشى مع ارتباطات هولاند الأخرى، بما في ذلك تصوير فيلم "الأوديسة" الذي تم أولًا. من المقرر أن تستمر الإنتاجات حوالي أسبوعين في وسط مدينة غلاسكو، بما في ذلك منطقة ميرشنت سيتي، ساحة جورج، وترامغيت، لتصوير مشاهد تدور أحداثها في مدينة نيويورك، وأحد مشاهد الحركة في الفيلم. أعرب هولاند عن حماسه لبدء التصوير الرئيسي بتصوير خارجي في المواقع الحقيقية، مما يعيد إليه شعور تصوير فيلم العودة للوطن، بعد أن اقتصر إنتاج "لا عودة إلى الديار" على الاستوديوهات المغلقة بسبب جائحة كوفيد-19. أظهرت صور من موقع التصوير في غلاسكو مركبات مدرعة تحمل شعار شيطاني أحمر اللون. قارن برادلي راسل من مجلة "توتال فيلم" هذه الشعارات برمز عصابة "الشياطين الداخليين" (Inner Demons)، التي يقودها "السيد السلبي" (Mister Negative) في القصص المصورة، مُشيرًا إلى احتمال ظهور هذه الشخصية في الفيلم. من المقرر أن تتم أعمال الصوت في استوديوهات باينوود في باكينغهامشير، إنجلترا.

## التسويق
تحدّث كريتون عن الفيلم خلال عرض سوني في مؤتمر سينماكون في مارس 2025، وظهر توم هولاند في رسالة مصوّرة للإعلان عن العنوان الرسمي للفيلم. أشار المعلّقون إلى مدى ملاءمة هذا العنوان نظرًا لأن قصة القصص المصورة "يوم جديد تمامًا" (Brand New Day) تستكشف إعادة ضبط لشخصية وقصة الرجل العنكبوت بعد أحداث قصة "يوم آخر" (One More Day) التي نُشرت بين عامي 2007 و2008، وهي مشابهة لإعادة ضبط حياة بيتر باركر في عالم مارفل السينمائي في نهاية فيلم لا عودة إلى الديار. كما أُثيرت تكهنات حول التأثير المحتمل لأحداث فيلم المنتقمون: يوم القيامة على هذا الفيلم. تساءل دييغو بيرالتا من موقع ComicBook.com عمّا إذا كان الفيلم سيقتبس عناصر محددة من تلك القصص المصورة، مثل قيام باركر بعقد صفقة مع مفيستو لإعادة خالته ماي باركر إلى الحياة بعد وفاتها في "لا عودة إلى الديار"، أم أن العنوان ليس سوى إشارة إلى حياة باركر الجديدة. ذكر كيفن إردمان من موقع سكرين رانت أن قصتي "يوم آخر" و"يوم جديد تمامًا" كانتا مثيرتين للجدل بين القرّاء، جزئيًا لأنهما أرجعتا تطور شخصية الرجل العنكبوت وعلاقاته إلى الوراء. لكنه رأى أن الفيلم قد يتبع قصة مشابهة دون أن يكرر الخطأ ذاته.
في 1 أغسطس 2025، المعروف بـ"يوم سبايدر-مان"، نشرت شركة سوني مقطعًا تشويقيًا مدته تسع ثوانٍ يكشف عن زي سبايدر-مان الجديد الذي يرتديه هولاند في الفيلم. تميز الزي بألوان حمراء وزرقاء مطابقة لتلك الموجودة في القصص المصورة، وشبكة عنكبوتية بارزة، بالإضافة إلى التصميم السداسي الخافت لشبكة العنكبوت على القماش، كما في البدلات السابقة لهولاند. شبَّه مايكل ماكويرتر من موقع بوليغون الشبكة البارزة بزي سبايدر-مان في ثلاثية سام رايمي (2002–2007)، واصفًا القماش بأنه "لامع وذو نسيج ظاهر"، على عكس البدلات السابقة عالية التقنية التي ارتداها هولاند. أما جيمس ويتبروك من "غيزمودو" فرأى أن المقطع التشويقي يُظهر احتفاظ الزي الجديد ببعض من اللون الأزرق اللامع المعدني الذي ظهر في نهاية فيلم "لا عودة إلى الديار".

## الاصدار

### العرض السينمائي
من المقرر أن يُعرض فيلم سبايدر-مان: يوم جديد تمامًا في الولايات المتحدة بتاريخ 31 يوليو 2026، من قبل شركة سوني بيكتشرز ريليسنغ. كان من المقرر سابقًا أن يُعرض في 24 يوليو من العام نفسه، لكنه أُجّل أسبوعًا واحدًا ليصدر بعد أسبوعين من فيلم الأوديسة بدلًا من أسبوع واحد، وذلك لتجنّب التنافس على أغلب شاشات آيماكس التي كان من المتوقع أن تُخصص لفيلم الأوديسة لمدة تقارب أسبوعين. كانت ديزني قد خططت لإصدار فيلم غير مُعلن تابع لاستوديوهات مارفل في ذلك التاريخ الأصلي من يوليو، لكنها أزالته من جدول إصداراتها في أغسطس 2024، مما أتاح لشركة سوني تحديد موعد إصدار الفيلم الرابع من سلسلة الرجل العنكبوت في ذلك التاريخ. سيكون الفيلم جزءًا من المرحلة السادسة من عالم مارفل السينمائي (MCU).

### الإصدار المنزلي
في أبريل 2021، وقّعت سوني اتفاقيات مع كل من نتفليكس وديزني تتعلّق بحقوق أفلامها التي تُعرض بين عامي 2022 و2026، وذلك بعد انتهاء فترات العرض السينمائي والمنزلي لتلك الأفلام. وقّعت نتفليكس على حقوق البث الحصري في نافذة "Pay 1"، وهي عادةً نافذة تمتد 18 شهرًا، وتشمل أفلام الرجل العنكبوت المستقبلية بعد فيلم سبايدر-مان: لا عودة إلى الديار. بينما وقّعت ديزني على حقوق نافذة "Pay 2" لتلك الأفلام، والتي ستُعرض عبر منصّتي ديزني+ وهولو، إلى جانب بثها على القنوات التلفزيونية التابعة لشركة ديزني.